# アムステルダム日本人学校
アムステルダム日本人学校 (略称: JSA, オランダ語: De Japanse School van Amsterdam)とはオランダのアムステルダムにある日本人学校である。1997年の時点でオランダ国内に住む在外日本人の66％を対象にしている。
日本政府より補助を受けている。

## 歴史
1979年4月26日に小中一貫の学校として開校した。
当初はFrans Halsstraatにあった。
JSAは主にアムステルダムに住む日本人駐在員の子供を対象としていて、1989年時点では生徒数は320人に登った。
2022年4月時点では170人程の生徒が在籍していた。

## 文化
1989年にJSAは地元の学校やアメリカ式インターナショナルスクールが参加する野球トーナメントに参加していたが、レーワーダー・クーラント紙の記者によればそれ以外に目立った交流をしていないとの事である。

## カリキュラム
1年生から6年生の間の児童はオランダ語のクラスを受ける事を義務付けられている。1989年時点だと第二言語のクラスで各生徒は毎週2時間ずつのオランダ語クラスを受けていた。また、オランダ語以外にも英語のクラスがある。

## 民族構成
生徒の大半は外交官や駐在員、教師の子息である。1989年時点では中学校卒業後ほとんどの生徒は日本に帰国するとの事である。

## オペレーション
JSAは長い間スネークにあるOudvaart学校との交換留学を実施している。このプログラムはFenneport学校からJSAへ転校した生徒の親御さんが発案したもので、引き続き転校前の学校とコンタクトを持ち続け、両校のコンタクトを育んだ事によるものである。